# Tim Samaras

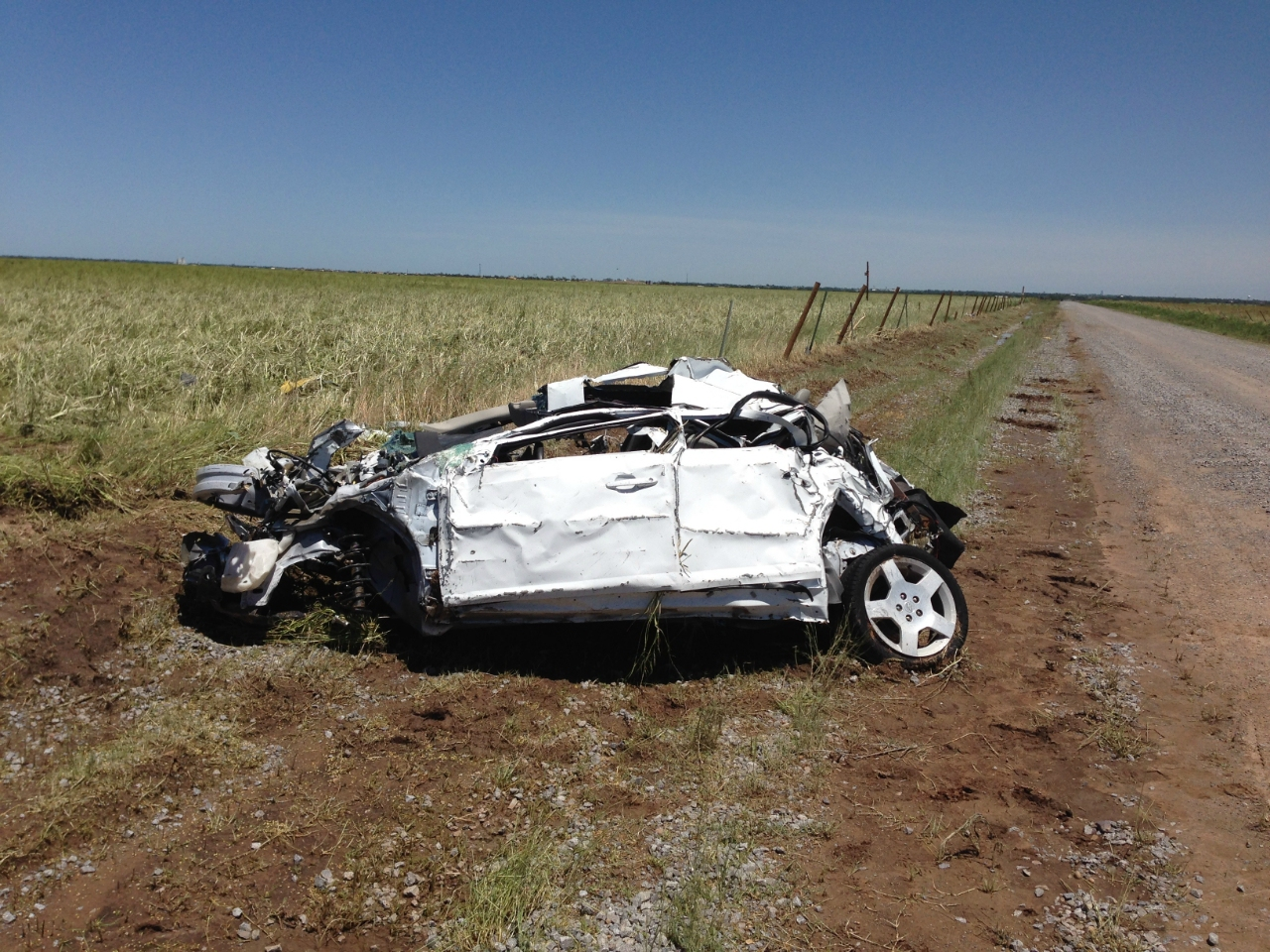
Bilen som Tim Samras var i, när den totalkvaddades av tornadon.

Timothy Michael Samaras, född 12 november 1957 i Lakewood Colorado, död 31 maj 2013 i El Reno, Oklahoma av en EF3-tornado, var en amerikansk ingenjör och meteorolog, känd för sina fältundersökningar av tornador och från tiden i TV-programmet Storm Chaser på Discovery Channel.